# Монасья-д’Оллен
Монасья-д’Оллен (фр. Monacia-d'Aullène, корс. Munacia d'Auddè) — коммуна во Франции, находится в регионе Корсика. Департамент коммуны — Южная Корсика. Входит в состав кантона Гран-Сюд. Округ коммуны — Сартен.
Код INSEE коммуны — 2A163.

## Население
Население коммуны на 2008 год составляло 478 человек.
| 1962 | 1968 | 1975 | 1982 | 1990 | 1999 | 2005 | 2008 |
| ---- | ---- | ---- | ---- | ---- | ---- | ---- | ---- |
| 308  | 325  | 353  | 421  | 412  | 396  | 476  | 478  |

## Экономика
В 2007 году среди 265 человек в трудоспособном возрасте (15—64 лет) 156 были экономически активными, 109 — неактивными (показатель активности — 58,9 %, в 1999 году было 51,4 %). Из 156 активных работали 132 человека (78 мужчин и 54 женщины), безработных было 24 (14 мужчин и 10 женщин). Среди 109 неактивных 13 человек были учениками или студентами, 47 — пенсионерами, 49 были неактивными по другим причинам.
В 2008 году в коммуне насчитывалось 202 облагаемых налогом домохозяйств, в которых проживали 432 человека, медиана доходов составляла 16 197 евро на одного человека.